# Aguas Cándidas
Aguas Cándidas ist ein Ort und eine aus insgesamt drei Weilern (Aguas Cándidas, Quintanaopio und Río Quintanilla) bestehende nordspanische Landgemeinde (municipio) mit insgesamt nur noch 59 Einwohnern (Stand: 2024) in der Provinz Burgos in der Autonomen Gemeinschaft Kastilien-León.

## Lage und Klima
Die drei Weiler der Gemeinde Aguas Cándidas liegen am Río Vadillo im Valle de las Caderechas in etwa 730 m Höhe in der regenreichen Landschaft der La Bureba. Die Provinzhauptstadt Burgos befindet sich ca. 55 km (Fahrtstrecke) südwestlich; die nächstgrößere Stadt, Briviesca, ist ca. 29 km in südöstlicher Richtung entfernt. Das Klima im Winter ist rau, im Sommer dagegen gemäßigt und warm; Regen (ca. 750 mm/Jahr) fällt überwiegend im Winterhalbjahr.

## Bevölkerungsentwicklung
| Jahr      | 1857 | 1900 | 1950 | 2000 | 2021 |
| Einwohner | 428  | 4083 | 490  | 93   | 56   |

Die Mechanisierung der Landwirtschaft und die Stilllegung kleinerer Bauernhöfe („Höfesterben“) haben seit den 1950er Jahren zu einem Verlust von Arbeitsplätzen und somit zu einer Abwanderung von Menschen in die größeren Städte geführt (Landflucht).

## Wirtschaft
Die Einwohner der Gemeinde lebten jahrhundertelang im Wesentlichen als Selbstversorger von der Landwirtschaft (Ackerbau, Weinbau und Kleinviehhaltung); erst seit der Mitte des 20. Jahrhunderts wird auch für den überregionalen Markt produziert. Der Tourismus in Form der Vermietung von Ferienwohnungen (casas rurales) spielt seit den 1960er Jahren ebenfalls eine gewisse Rolle für die Einnahmen der Gemeinde.

## Geschichte
Die Umgebung war schon den Menschen der Steinzeit und der Antike als Jagdgebiet bekannt; Kelten vom Stamm der Autrigonen siedelten hier, doch hinterließen weder sie noch die Römer oder die Westgoten irgendwelche Spuren. Im 8. und frühen 9. Jahrhundert befand sich die Gegend unter islamischem Einfluss, doch wurde das Gebiet wegen des ungewohnt rauen Klimas weder dauerhaft besiedelt noch verteidigt. Ende des 9. Jahrhunderts erhielt der kastilische Graf Diego Rodríguez Porcelos von König Alfons III. von Asturien den Auftrag zur Wiederbesiedlung (repoblación) des entvölkerten Gebietes. Die erstmalige Erwähnung des Ortsnamens findet sich in einer Urkunde des Jahres 1133 aus dem Kloster San Salvador de Oña.

## Sehenswürdigkeiten
Aguas Cándidas

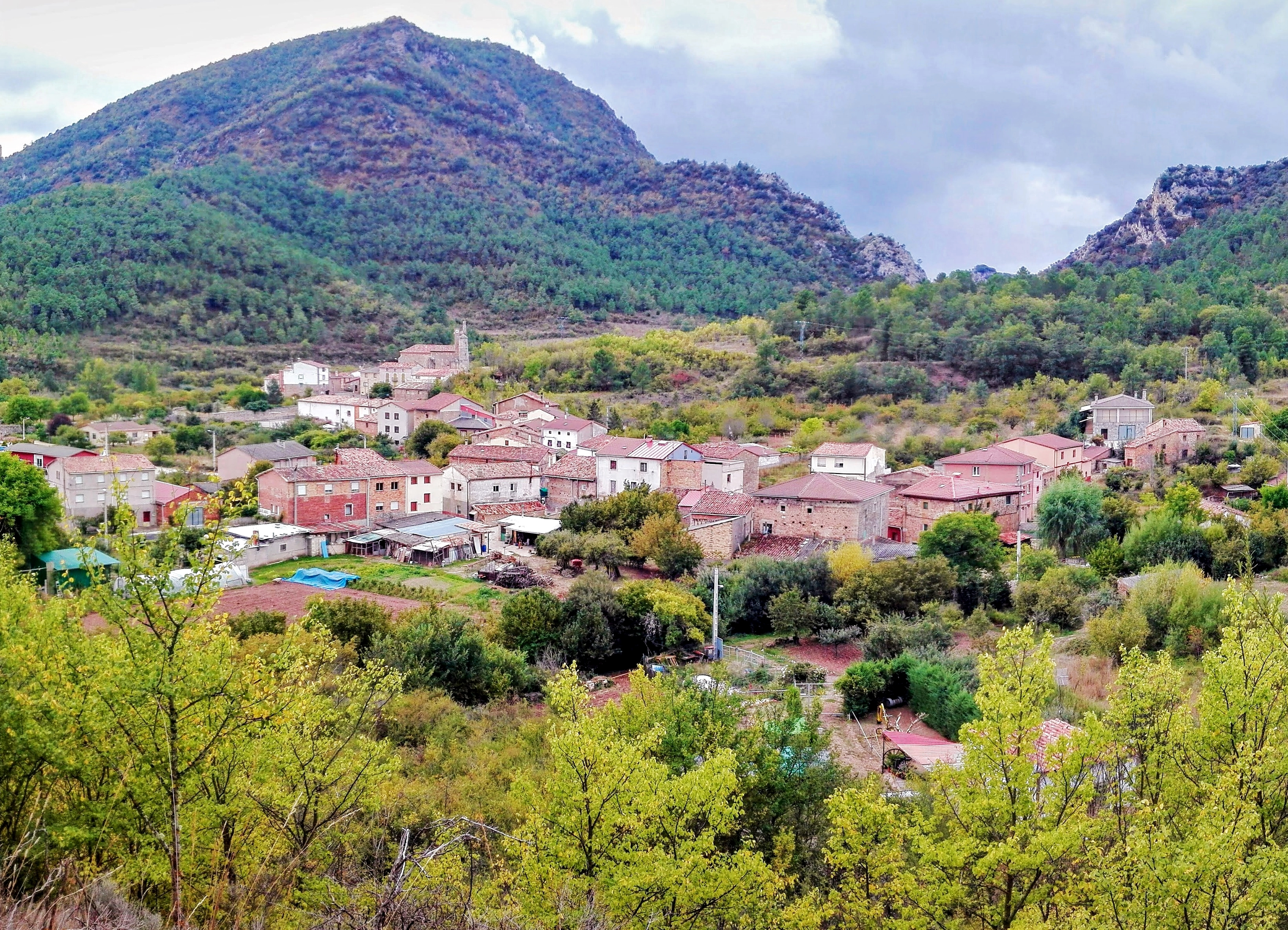
Weiler Quintanaopio

- Die gotische Iglesia de San Juan Bautísta ist Johannes dem Täufer geweiht; sie steht an der höchsten Stelle des Ortes. Das Kirchenschiff (nave) ist rippengewölbt; es beinhaltet mehrere barocke Altarretabel (retablos).

Quintanaopio
- Die ebenfalls gotische Iglesia de Nuestra Señora de la Asunción im etwa 4 km nördlich gelegenen Weiler Quintanaopio ist der Himmelfahrt Mariens geweiht. Das spätgotische Kielbogenportal ragt leicht aus der Mauerflucht hervor.

Río Quintanilla
- Die spätromanische Ermita de San Emeterio y San Celedonio ist ein kleiner, aber aus exakt behauenen Steinen gemauerter einschiffiger Bau mit einem über eine Außentreppe erreichbaren dreigeteilten Glockengiebel (espadaña) über dem Triumphbogen im Inneren. Die Apsis ist durch zwei auf Pfeilern ruhende Halbsäulenvorlagen gegliedert. Das Portal ist eher schlicht.[4]
- Die Ermita de San Roque ist arg beschädigt, das Dach ist eingestürzt.[5]
- Am Ortsrand steht ein gedrungener Turm aus dem 15. Jahrhundert, der wohl zu einer ehemaligen Burg (castillo) gehörte.